# Шоломынь
Шоломынь (укр. Шоломинь) — село в Давыдовской сельской общине Львовского района Львовской области Украины.
Население по переписи 2001 года составляло 793 человека, по данным 2024 года составляло 760 человек. Занимает площадь 1,31 км². Почтовый индекс — 81151. Телефонный код — 3230.